# Fränninge-Vollsjö församling
Fränninge-Vollsjö församling var en församling i Lunds stift och i Sjöbo kommun. Församlingen uppgick 2010 i en återbildad Vollsjö församling.

## Administrativ historik
Församlingen bildades 2002 genom en sammanslagning av Fränninge församling och Vollsjö församling och var därefter till 2010 i pastorat med Östra Kärrstorps församling. Församlingen uppgick 2010 i en återbildad Vollsjö församling.

## Kyrkor
- Fränninge kyrka
- Vollsjö kyrka